# Sporisorium nervosum
Sporisorium nervosum är en svampart som beskrevs av Vánky, C. Vánky & R.G. Shivas 2001. Sporisorium nervosum ingår i släktet Sporisorium och familjen Ustilaginaceae.   Inga underarter finns listade i Catalogue of Life.